# Selección de fútbol sub-21 de Bulgaria
La selección nacional de fútbol sub-21 de Bulgaria ( Maladekki Novaralen Otbol Pro Fütbol Na Bulgaria, abreviada como Bulgaria U-21 ) es la selección nacional de fútbol sub-21 de Bulgaria, organizada por la Unión Búlgara de Fútbol, y participa en el Campeonato Europeo de Fútbol Sub-21 que se celebra cada dos años .

## Historial
En 1978, la selección búlgara sub-21 ganó 4 de 4 partidos en las eliminatorias del primer Campeonato Europeo Sub-21, derrotando a Bélgica y Francia para clasificarse.
En la semifinal contra Dinamarca, el equipo perdió el partido de ida fuera de casa por 1-4, pero logró marcar un valioso gol de visitante; En el partido de vuelta, ganaron en casa por 3-0, con un marcador global de 4-4, y se clasificaron en virtud de la ventaja de los goles de visitante. En semifinales se enfrentaron a Alemania del Este, ganando el partido de ida en casa por solo 2-1. En el partido de vuelta perdieron 1-3 fuera de casa y quedaron eliminados 3-4.
En 1990, Bulgaria Sub-21 hizo una remontada y se clasificó para las rondas eliminatorias con 5 victorias y 1 derrota en 6 partidos. La victoria en casa por 6-0 sobre Dinamarca fue la peor derrota sufrida hasta la fecha ante este rival.
En semifinales se enfrentaron a Yugoslavia, perdiendo 0-2 y 0-1 en las rondas de ida y vuelta respectivamente, con una derrota acumulada de 0-3 y sin poder avanzar más.
En 2007, Bulgaria Sub-21 ganó la clasificación contra Ucrania por 3-0 como visitante y luego derrotó a Croacia por 2-1 en casa, avanzando a los play-offs con dos victorias en dos partidos. En el play-off el rival fue Bélgica. En el partido de ida, el equipo visitante empató 1-1 tras la tanda de penaltis. Pensaron que podían llegar de nuevo a la final, pero perdieron 1-4 en casa en el partido de vuelta y quedaron eliminados con un global de 2-5.
Ubicación actual según el ranking FIFA actualizado a abril de 2025.

## Participaciones
Las participaciones de la selección masculina de Bulgaria se encuentran en la RSSSF.
| Año  | Estado           |
| ---- | ---------------- |
| 1978 | No clasificó     |
| 1980 | No clasificó     |
| 1982 | No participó     |
| 1984 | No clasificó     |
| 1986 | No clasificó     |
| 1988 | No clasificó     |
| 1990 | Cuartos de final |
| 1992 | No clasificó     |
| 1994 | No clasificó     |
| 1996 | No clasificó     |
| 1998 | No clasificó     |
| 2000 | No clasificó     |
| 2002 | No clasificó     |
| 2004 | No clasificó     |
| 2006 | No clasificó     |
| 2007 | No clasificó     |
| 2009 | No clasificó     |
| 2011 | No clasificó     |
| 2013 | No clasificó     |
| 2015 | No clasificó     |
| 2017 | No clasificó     |
| 2019 | No clasificó     |
| 2021 | No clasificó     |
| 2023 | No clasificó     |